# Revista Brasileña de Derecho Animal
La Revista Brasileña de Derecho Animal (Revista Brasileira de Direito Animal) fue la primera revista jurídica centrada en el Derecho animal en Latinoamérica. Está coordinada por los magistrados de justicia de medio ambiente del Ministerio de Estado de Bahía Heron José de Santana, Luciano Rocha Santana y Tagore Trajano. Se fundó en 2006 y tiene regularidad anual.
Esta publicación tiene un carácter interdisciplinar (derecho, filosofía, medicina veterinaria y otros) y cuenta con la contribución de científicos nacionales e internacionales como el filósofo estadounidense Tom Regan, el jurista estadounidense David Favre, la filósofa brasileña Sônia Felipe, la jurista brasileña Edna Cardoso Dias, el magistrado brasileño Laerte Levai, o el jurista francés Jean-Pierre Marguen.
Sobre esta revista, Tom Regan escribió: 

"Las acciones recientes de los fundadores de la Revista Brasileira de Direito Animal trae un nuevo futuro a los derechos de los animales en Brasil. Nunca antes un brasileño se atrevió a archivar una escritura de la recopilación de los habeas corpus a nombre de un animal no-humano. Imagínese: ¡Un imperativo legal demandando la liberación de un animal no-humano ilegalmente aprisionado! Pero esto es precisamente lo que los fundadores de RDVA hicieron en septiembre de este año, en nombre de los chimpancés cruelmente condenados a permanecer tras las barras del zoo en el estado de Bahía (...)"
Tom Regan

Es publicada por el Instituto Abolicionista Animal con el grupo de investigación en Derecho Animal del Postgrado de la Universidad Federal de la Bahía.